# Antoni Brzozowski (1896–1940)
Antoni Brzozowski (ur. 17 stycznia 1896 w Szyińcach, zm. wiosną 1940 w Charkowie) – kapitan administracji (piechoty) Wojska Polskiego, działacz niepodległościowy, kawaler Orderu Virtuti Militari, ofiara zbrodni katyńskiej.

## Życiorys
Urodził się 17 stycznia 1896 w Szyińcach (dawniej Szeince), w ówczesnym powiecie latyczowskim guberni podolskiej, w rodzinie Stanisława i Aleksandry z Baczyńskich. Ukończył gimnazjum Zrzeszenia Rodzicielskiego w Kijowie.
W czasie I wojny światowej, w latach 1915–1918 służył w armii rosyjskiej oraz 1 Pułku Strzelców Polskich.
Po zakończeniu wojny został przyjęty do Wojska Polskiego i zweryfikowany do stopnia porucznika ze starszeństwem z dniem 1 czerwca 1919 i przydzielony do 32 pułku piechoty. Z dniem 1 lipca 1925 został mianowany kapitanem. W 1932 służył w 3 batalionie strzelców w Rembertowie. W grudniu 1932 został przeniesiony do 51 Pułku Piechoty w Brzeżanach. Od 1935 służył w sztabie Dowództwie Okręgu Korpusu Nr I w Warszawie na stanowisku kierownika referatu ogólnego.
W czasie kampanii wrześniowej 1939 – po agresji ZSRR na Polskę – w nieznanych okolicznościach dostał się do niewoli sowieckiej. Przebywał w obozie w Starobielsku. Wiosną 1940 został zamordowany przez funkcjonariuszy NKWD w Charkowie i pogrzebany potajemnie w bezimiennej mogile zbiorowej w Piatichatkach, gdzie od 17 czerwca 2000 mieści się oficjalnie Cmentarz Ofiar Totalitaryzmu w Charkowie. Figuruje na Liście Starobielskiej NKWD, pod poz. 320.

## Upamiętnienie
- 5 października 2007 minister obrony narodowej Aleksander Szczygło mianował go pośmiertnie na stopień majora[11][12][13]. Awans został ogłoszony 9 listopada 2007 w Warszawie, w trakcie uroczystości „Katyń Pamiętamy – Uczcijmy Pamięć Bohaterów”[14][15][16].

## Ordery i odznaczenia
- Krzyż Srebrny Orderu Wojskowego Virtuti Militari nr 3393[17]
- Medal Niepodległości (23 grudnia 1933)[18][19]
- Srebrny Krzyż Zasługi (1938)[20]
- Medal Pamiątkowy za Wojnę 1918–1921[5]
- Medal Dziesięciolecia Odzyskanej Niepodległości[5]